# Imtech
Imtech ou Royal Imtech était une entreprise néerlandaise d'ingénierie dans les domaines électrique et mécanique, basée à Gouda.